# FK Kolubara
FK Kolubara (srbskou cyrilicí Фудбалски клуб Колубара) je srbský fotbalový klub z města Lazarevac. Klub byl založen roku 1919.